# バー&ストラウド
バー&ストラウド（Barr & Stroud Ltd ）は1913年設立されたイギリスの光学機器メーカーである。現在はタレス・グループに属する。
ヨークシャーカレッジ（現リーズ大学）の教授であったアーチバルド・バー（Archibald Barr ）とウィリアム・ストラウド（William Stroud ）は1888年頃知り合い、1891年にはイギリス海軍から要請を受けて測距儀の試作をし、1892年6基の「NRF No1」型測距儀について納入契約をした。
1913年会社設立後は測距儀と双眼鏡を各国海軍に納入した。特に測距儀は一時独占に近いシェアを持ち、大日本帝国海軍にも1893年基線長4½ft、すなわち1.5mのF.A.2型を日本名「武式1米半測距儀」として巡洋艦吉野に搭載する形で納入されたのを始めとし、戦艦三笠、巡洋艦青葉、基線長2.5m日本名「武式2米半測距儀」が戦艦鹿島に、基線長8mの製品が戦艦扶桑と改装前の戦艦陸奥などに搭載されている。